# Jiří Hájek
Jiří Hájek, född 6 juni 1913 i Krhanice nära Benešov, död 22 oktober 1993 i Prag, var en tjeckisk politiker och diplomat. Har var, tillsammans med Václav Havel, Zdeněk Mlynář och Pavel Kohout, en av de grundande medlemmarna och arkitekterna bakom Charta 77.

## Biografi
Hájek studerade och arbetade som advokat. Från ung ålder var han medlem av det tjeckoslovakiska socialdemokratiska partiet. Under andra världskriget tillbringade han åren 1939 – 45 i tyskt koncentrationsläger. Efter kriget var han medlem av parlamentet för det tjeckoslovakiska socialdemokratiska partiet 1945 - 48 och sannolikt också hemlig medlem av kommunistpartiet.
Under 1948 - 69 var han en medlem av centralkommittén i kommunistpartiet i Tjeckoslovakien och under åren 1950 - 53 var han rektor för University of Economics.
Från 1955 arbetade Hájek med diplomatiska uppdrag. Från 1955 till 1958 var han ambassadör i Storbritannien och under åren 1958 till 1962 ersättare för Tjeckoslovakiens utrikesminister. Från 1962 till 1965 representerade han Tjeckoslovakien i FN och var sedan utbildningsminister 1965 - 1968.
Under ”Pragvåren” från april till september 1968 tjänstgjorde han som utrikesminister i Alexander Dubceks regering. Efter att Sovjetunionens armé tagit kontroll över Tjeckoslovakien (21 augusti 1968) protesterade han mot detta i ett tal i FN, där han använde ordet ockupation. Detta ledde till att han avskedades från regeringen och även uteslöts från det kommunistiska partiet 1970.
Fram till 1973 arbetade Hájek vid historiska institutet för tjeckoslovakiska vetenskapsakademin. Tillsammans med Václav Havel, Zdeněk Mlynář och Pavel Kohout var Hájek en av de grundande medlemmarna och arkitekter i Charta 77.
Hájek framstod som en av tre ledande talesmän för Charta 77 och blev därmed föremål för polisens förföljelse. Han var en stark försvarare av det kompromisslösa dokumentet som uttryckte principen om universella mänskliga rättigheter. År 1987 var han den förste att tilldelas professor Thorolf Rafto Memorial Prize för dessa insatser.
Efter nedgången av socialismen i Tjeckoslovakien 1989 fungerade Hájek som rådgivare åt Alexander Dubček 1990 – 92, men fick då inget betydande politiskt inflytande.